# ハンク・アダムス
ヘンリー・ライル・“ハンク”・アダムス（Henry Lyle“Hank”Adams、1943年5月16日 - ）は、アメリカインディアンの民族運動家。

## 来歴
1943年5月16日、モンタナ州の「ペック砦インディアン保留地」のスー族・アシニボイン族として生まれた。  彼が生まれた場所は「ウルフポイント」という所で、別名「貧乏長屋」と呼ばれていた。
青果業界で働きながら、1961年に高校を卒業すると、ハンクは保留地の製材所で働いた。ここで働くうち、彼は次第に政治に興味を持つようになり、その後アメリカインディアンの権利回復運動に生涯を捧げることとなった。大学に進んだハンクは、インディアンの自殺問題に取り組み、ワシントン州のキノールト族保留地で多くの時間を過ごした。

### 運動家となる
インディアン問題への取り組みのために大学を中退したハンクは、大学出のインディアンたちが結成し、当時急進的勢力だった「全米インディアン若者会議」（NIYC）に参加した。「NIYC」では、ハンクは直接的抗議運動の中心的企画者となり、北西部でのインディアン部族の漁業権運動では主導者の一人を務めた。
アダムスら「NIYC」は黒人の公民権運動と提携したが、彼らが掲げたのは「ブラック・パワー運動」のような合衆国への同化ではなく、あくまで条約を基礎とした連邦とインディアン部族の国家間の権利の再確認だった。
1964年3月、ワシントン州オリンピアで、インディアンの漁業権を保証した条約の州政府による破棄に対する抗議運動に参加。これは州政府がインディアン部族に対して、白人のスポーツとしての釣りや狩りと同レベルで彼らの生業である狩猟・漁猟を法令禁止したことに対し、全米で一斉にインディアンたちが釣りをして（フィッシュ＝イン）、白人の「法」を破り、これに抗議したものだった。この抗議ではインディアンたちが白人警官から暴行を受け、逮捕者が続出した。
1964年4月、ハンクはインディアン部族と連邦政府の条約を基に米国陸軍への徴兵拒否を行い、一躍有名になった。しかしこの抵抗はうまくいかず、結局ハンクは徴兵されることとなった。
1968年、「アメリカインディアンの生き残りのための協会」（Survival of American Indians Association＝SAIA）の代表となる。このSAIAは、ジャネット・マクラウドやボブ・サタイアクムらが「インディアンの漁猟権保護」を掲げ、ワシントン州シアトル市で結成した、約200人のメンバーから成る団体である。ハンクはワシントン州のニスクォーリー川でのインディアンの漁猟を禁じた州法に反対してワシントン州政府と激しく戦った。1968年から1971年まで、しばしば州警察によって逮捕されたが、ハンクは抗議運動をやめなかった。
1971年1月19日、「フィシュ＝イン」抗議中に白人自警団から銃で胃を撃たれ、重傷を負ったが、命を取り留める。インディアンの生存権をかけたハンクの抗議行動は、1970年代を通して続けられた。

### 「AIM」への参加
1972年にデニス・バンクスやラッセル・ミーンズら「アメリカインディアン運動」（AIM）のメンバーがワシントンD.Cまで「破られた条約のための行進」を行い、「インディアン管理局」（BIA）の本部ビルを抗議占拠した際に、ハンクはニクソン政権に対して20カ条の要求書を作った。これはインディアン部族を本来の連邦条約のもと、合衆国と対等な立場で自立した国家に立ち返らせるための目標で、そのままこの20カ条は「AIM」の基本綱領となった。この「AIM」による「BIA本部ビル占拠抗議」と、全米を震撼させた1973年の「ウーンデッド･ニー占拠抗議」で、ハンクは交渉者として重要な役目を果たした。
「ウーンデッド・ニー占拠抗議」では、ハンクはオグララ族のフールズクロウ酋長とホワイトハウスとの間を取り持った。ホワイトハウスの側近は、「非常に難しい問題の、平和的な解決におけるハンク・アダムズの役割は、私の心にまだ鮮やかに残っている」と語っている 。ハンクはこの占拠抗議で裏方に徹したが、この働きに関して彼自身はこう述べている。「いくつか不慮の事態を防いだということは、あなたが実際に成し遂げたことの多くと同じくらい重要なことです」。

## ドキュメント映画の制作
ハンクは1968年から1970年にかけて、北西部インディアン部族の漁猟権についての条約論争の認識を高めるために『Long As The River Runs』というドキュメント映画を制作している 。このフィルムはBIA本部ビルでの占拠の様子、BIAビルを取り囲む警察のおびえた様子、また「フィッシュ＝イン抗議」で警官がインディアン女性を引きずり回す様子を活写している。彼はこの映画を、北西部での「フィッシュ＝イン抗議」の中で死んだ義理の女きょうだいに捧げている。